# 清須市立清洲中学校
清須市立清洲中学校（きよすしりつきよすちゅうがっこう）は、愛知県清須市にある市立中学校。

## 沿革
- 1947年（昭和22年） - 愛知県西春日井郡清洲町に「清洲町立清洲中学校」として開校。
- 2005年（平成17年）7月7日 - 市町村合併で清洲町が清須市になったことに伴い、校名を「清須市立清洲中学校」に変更。

## 教育目標
校訓
校訓「強く 正しく 優しく 明るく 至誠の人となれ」のもと、命を大切にし、実践力に富み、こころ豊かで、これからの社会に必要とされる生徒の育成を目指す。
目指す生徒像
- きまりを守り、礼節を重んじる生徒
- より深く考え、主体的に学び・行動する生徒
- すなおな心を持ち、互いに認め合い、高め合う生徒

## 通学区域
通学区域は旧清洲町全域とされており、以下2校の通学区域全域が該当する。
- 清須市立清洲小学校
- 清須市立清洲東小学校

## 学区内の主な施設など
- 国道302号
- 名古屋第二環状自動車道
- 清洲城
- 清須市立清洲小学校
- 五条川
- 五条川斎場

## 交通
公共交通機関によるアクセスは以下の通り。
- 名鉄名古屋本線新清洲駅から北へ1,200 m[3]
- JR東海道本線清洲駅から南東に1,200 m[3]

## 関係者

### 出身者
- 鳥山明 - 漫画家[4]